# Ibrat (Fargʻona)
Ibrat ist eine Siedlung städtischen Typs (shaharcha) in der usbekischen Viloyat Fargʻona im Ferghanatal und Hauptort des Bezirks Buyvada.
Der Ort liegt etwa 75 km nordwestlich der Viloyathauptstadt Fargʻona und etwa 20 km östlich der bezirksfreien Stadt Qoʻqon. Östlich des Orts verläuft der Große Andijonkanal, jenseits des Kanals liegt der Yangi-Kurgan-Flughafen.
Ibrat war ursprünglich ein Dorf (qishlog) mit dem Namen Yangiqoʻrgʻon (nicht zu verwechseln mit dem gleichnamigen Ort und Bezirk in der Viloyat Namangan). Im Jahr 2009 erhielt das Dorf den Status einer Siedlung städtischen Typs und wurde in Ibrat umbenannt. Gemäß der Bevölkerungszählung 1989 hatte der Ort damals 7502 Einwohner, einer Berechnung für 2002 zufolge betrug die Einwohnerzahl 16.100.